# Йостра Йоинге (община)
Община Йостра Йоинге (на шведски: Östra Göinge kommun) е разположена в лен Сконе, югоизточна Швеция с обща площ 453 km2 и население 13 687 души (към 31 декември 2013). Административен център на община Йостра Йоинге е град Брубю.